# Eberhard Stalljohann
Eberhard Stalljohann (* 21. September 1927 in Hasbergen; † 30. September 1999 in Osnabrück-Eversburg) war ein deutscher Richter aus Niedersachsen.

## Leben
Stalljohann studierte Rechtswissenschaft und promovierte 1958 an der Universität Münster zum Dr. iur.
Von 1972 bis 1974 war er Präsident des Landgerichts Verden. Er war anschließend vom 2. Mai 1974 bis 1992 der Präsident des Oberlandesgerichts Oldenburg. Zudem war er von 1974 bis 1976 zunächst stellvertretendes Mitglied, bis 1992 Mitglied und in den letzten vier Jahren (1988 bis 1992) auch Präsident des Niedersächsischen Staatsgerichtshofs. 1980 wurde er zum Vorsitzenden der Oldenburger Universitätsgesellschaft gewählt.

## Schriften
- Die Bedeutung der Differenzhypothese für die Berücksichtigung schadensmindernder Umstände, Kramer, Münster/Westfalen 1958, zugleich Dissertation Universität Münster
- Die Richterbesoldung als Verfassungsproblem, in: DRiZ 1967, S. 13